# Madonna del Pianto

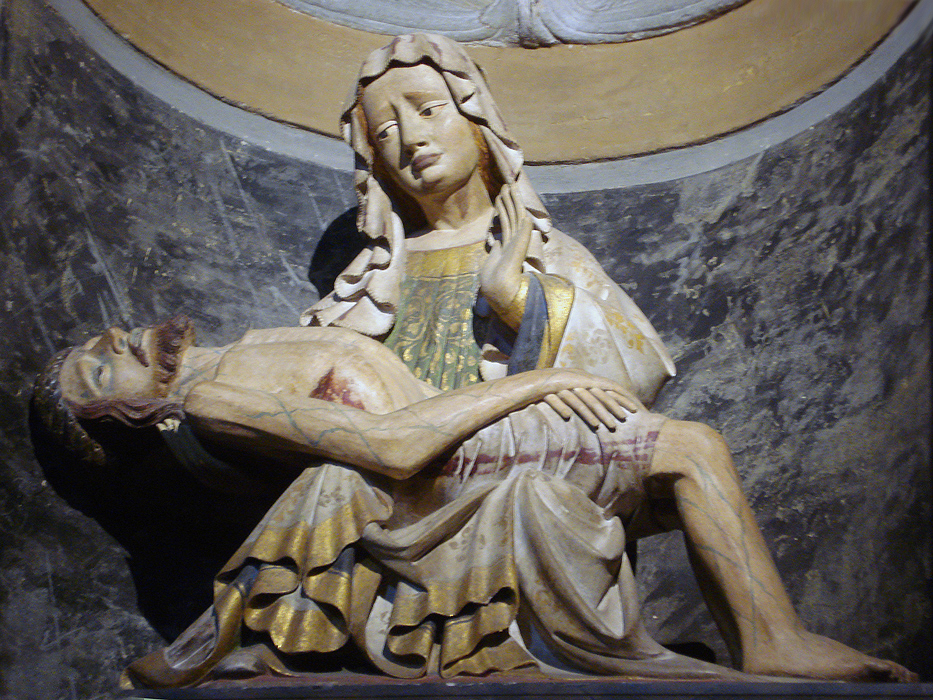
Una statua della Madonna del pianto nel duomo di Cortona

Madonna del Pianto è un titolo liturgico col quale può essere venerata dai cattolici la Beata Vergine Maria, Madre di Gesù. È sostanzialmente coincidente a un altro titolo liturgico più diffuso, quello di "Addolorata" o "Maria dei sette dolori".

## Origine
Sebbene le fonti evangeliche non parlino mai di un vero e proprio pianto della Vergine, la dicitura è legata ad alcuni eventi dolorosi della vita della Madonna, in particolare connessi alla passione di Gesù.

## Culto liturgico
Il titolo non è presente nel martirologio cattolico che regolamenta il culto liturgico dei santi e delle varie festività mariane. La sua devozione è quindi presente a livello locale solo in alcune diocesi, per le quali rappresenta la patrona principale o secondaria, e attorno a determinati santuari. 

### Diocesi
- compatrona di Foligno, Assieme a San Feliciano, Vescovo e Martire, è la protettrice della città, specialmente dagli eventi sismici cui Foligno è stata sempre vittima nel corso dei secoli.

### Santuari e chiese
- Albino (Italia)
- Foligno
- Fermo
- Orvieto